# Roodvleugelspecht
De roodvleugelspecht (Veniliornis affinis) is een vogel uit de familie Picidae (spechten).

## Verspreiding en leefgebied
Deze soort komt voor in het Amazonebekken en oostelijk Brazilië en telt vier ondersoorten:
- V. a. orenocensis: zuidoostelijk Colombia, zuidelijk Venezuela en noordelijk Brazilië.
- V. a. hilaris: van oostelijk Ecuador tot noordelijk Bolivia en westelijk Brazilië.
- V. a. ruficeps: centraal en noordoostelijk Brazilië.
- V. a. affinis: oostelijk Brazilië.

## Status
De grootte van de populatie is niet gekwantificeerd maar de soort wordt omschreven als vrij algemeen. Op de Rode lijst van de IUCN heeft deze soort de status niet bedreigd.